# Alinoë
Alinoë est le huitième tome de la série de bande dessinée Thorgal, dont le scénario a été écrit par Jean Van Hamme et les dessins réalisés par Grzegorz Rosiński.

## Synopsis
Thorgal, Aaricia et leur fils, Jolan vivent désormais sur une île déserte de la mer Grise. Alors que Thorgal part chercher des vivres pour quelques jours, Jolan, qui se sent seul, invente un compagnon de jeu : Alinoë. Chance pour lui, celui-ci prend réellement vie mais quand il échappe à son contrôle, les choses tournent à la catastrophe.

## Personnages
Personnages par ordre d'apparition :
- Muff
- Jolan
- Thorgal
- Aaricia
- Alinoë

## Publication
- Le Lombard, février 1985  (ISBN 2-8036-0482-5)[n 1]
- Le Lombard, 13 novembre 2015, édition spéciale des 30 ans de l'album, grand format, noir et blanc, autre couverture, ex-libris, 12 pages de cahier d'essai, 400 exemplaires[1]  (ISBN 978-2-8036-3629-7)
- Niffle, septembre 2017, intégrales tomes 7 à 12 en noir et blanc, version restaurée d'Alinoë, 322 pages  (ISBN 978-2-87393-068-4)

## Récompenses
Alinoë reçoit le prix de la Sonnaille d'Or du Festival de Sierre[réf. nécessaire].